# Carl Allard
Carl Fredrik Allard, född 17 juli 1863 i Norrköping, död där 10 juni 1942, var en svensk konstnär. Han har målat gatumotiv från gamla partier i Norrköping, exakta och av  topografiskt och kulturhistoriskt intresse.
Carl Allard var elev i träsnideri vid J. A. Lindells möbelfabrik i Norrköping. Han studerade teckning och modellering på Ebersteinska Söndags och Aftonskolan i Norrköping 1876–85 och studerade måleri för Erik Sääf. Han arbetade som möbelritare på J. A Lindells 1890, teckningslärare vid Ebersteinska Söndags och Aftonskolan 1891 och på Swartziska friskolan i Norrköping 1897.
Allard ritade officininredningen till Apoteket Storken i Stockholm.
Allard är representerad vid Norrköpings Konstmuseum och Nationalmuseum i Stockholm.